# HD 142529
HD 142529，又名CD-4710456，SAO 226392、HR 5921，是一颗恒星，视星等为6.31，位于銀經331.9，銀緯3.99，其B1900.0坐标为赤經15h 49m 51s，赤緯-47° 3.99′ 2″。